# Raffenaldia
Raffenaldia é um género botânico pertencente à família Brassicaceae.